# Heimioporus xerampelinus
Heimioporus xerampelinus är en svampart som först beskrevs av M. Zang & W.K. Zheng, och fick sitt nu gällande namn av E. Horak 2004. Heimioporus xerampelinus ingår i släktet Heimioporus och familjen Boletaceae.   Inga underarter finns listade i Catalogue of Life.